# Rafiq Nishonov
Rafiq Nishonovič Nishonov (in russo Рафик Нишанович Нишанов?, Rafik Nišanovič Nišanov; Gazalkent, 15 gennaio 1926 – 11 gennaio 2023) è stato un politico e diplomatico sovietico e uzbeko. Fu il dodicesimo Primo Segretario del Partito Comunista della RSS Uzbeka..

## Biografia
Nishonov fu Primo Segretario per 17 mesi dal 12 gennaio 1988 al 23 giugno 1989. Fu rimpiazzato da Islom Karimov. Divenne poi presidente del Soviet delle Nazionalità dal 1989 al 1991.
Dal 1970 al 1978 era stato ambasciatore e plenipotenziario straordinario nello Sri Lanka e nelle Maldive. Sergej Lavrov lavorò come suo interprete.